# 星場 (天文學)
星場指的是一套任意大小的視野內可見的恆星，通常是在一些感興趣的天體，其四周範圍內可見的恆星。例如，環繞在參宿四和參宿七的星場可以被定義為全部或部分的獵戶座。